# 弗内斯

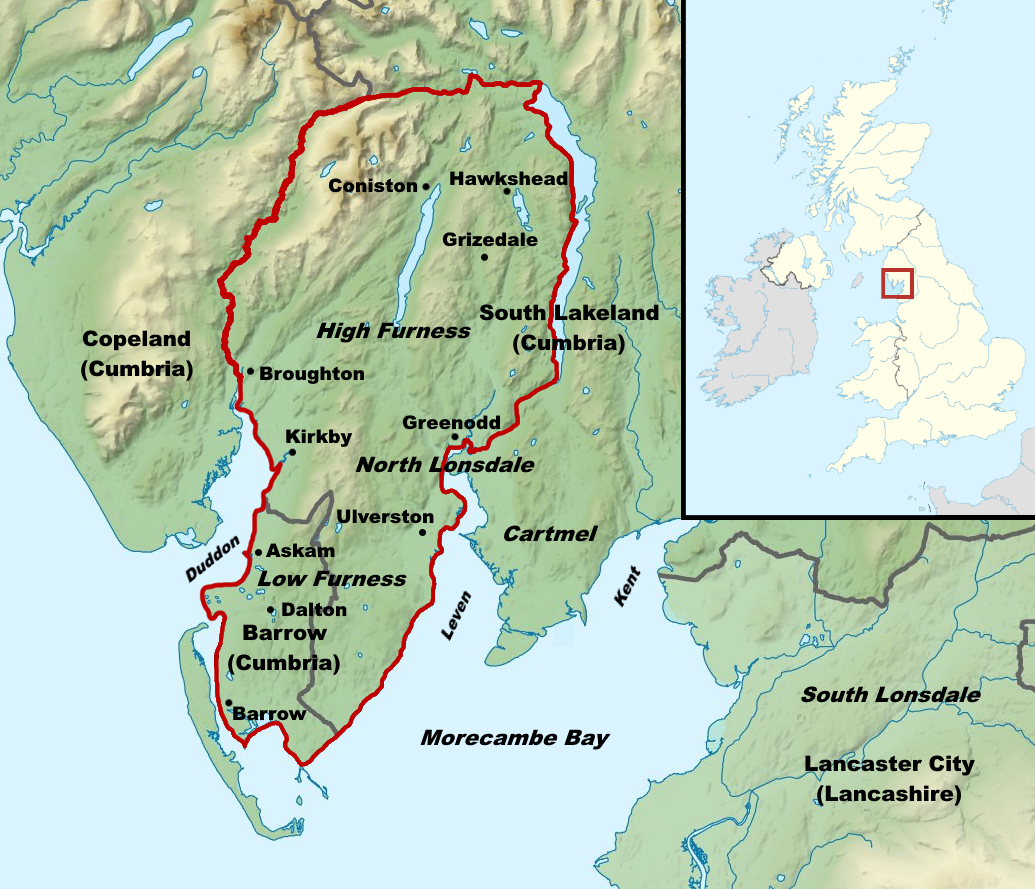
弗内斯地区

弗内斯（Furness，/ˈfɜːrnəs/）是位于英格兰西北部坎布里亚郡的一个地区，通常按照地势高低分为高地弗内斯（High Furness）和低地弗内斯（Low Furness）两个区域。
高地弗内斯也被称作弗内斯山岗（Furness Fells），位于弗内斯北部，属于湖区国家公园的一部分。地形多山地、沼泽，人口稀少。
低地弗内斯也称弗内斯半岛（Furness Peninsula），位于南部，为农业发达的高沼地区，南端有坎布里亚郡重要的工业城镇巴罗因弗内斯。弗内斯半岛西面为达登河河口，东面为利文河河口和莫克姆湾，南面则与沃尔尼岛隔海相望。
54°16′12″N 3°05′19″W / 54.27004°N 3.08853°W